# 安芸哲郎
安芸 哲郎（あき てつろう、1932年1月4日 - 2007年1月17日）は、日本の経営者。東急不動産社長、東急リバブル会長を務めた。

## 来歴・人物
徳島県出身。1954年に中央大学法学部を卒業し、同年に東急電鉄に入社。1955年に東急不動産に転じ、1975年5月に取締役に就任し、1977年12月に常務、1982年12月に専務を経て、1984年12月に副社長に就任し、1985年7月には社長に昇格。2000年6月に会長に就任し、2004年4月に取締役相談役に就任。
1993年4月に藍綬褒章を受章し、2005年11月に旭日重光章を受章。
2007年1月17日に敗血症のために死去。75歳没。